# 戦術核兵器

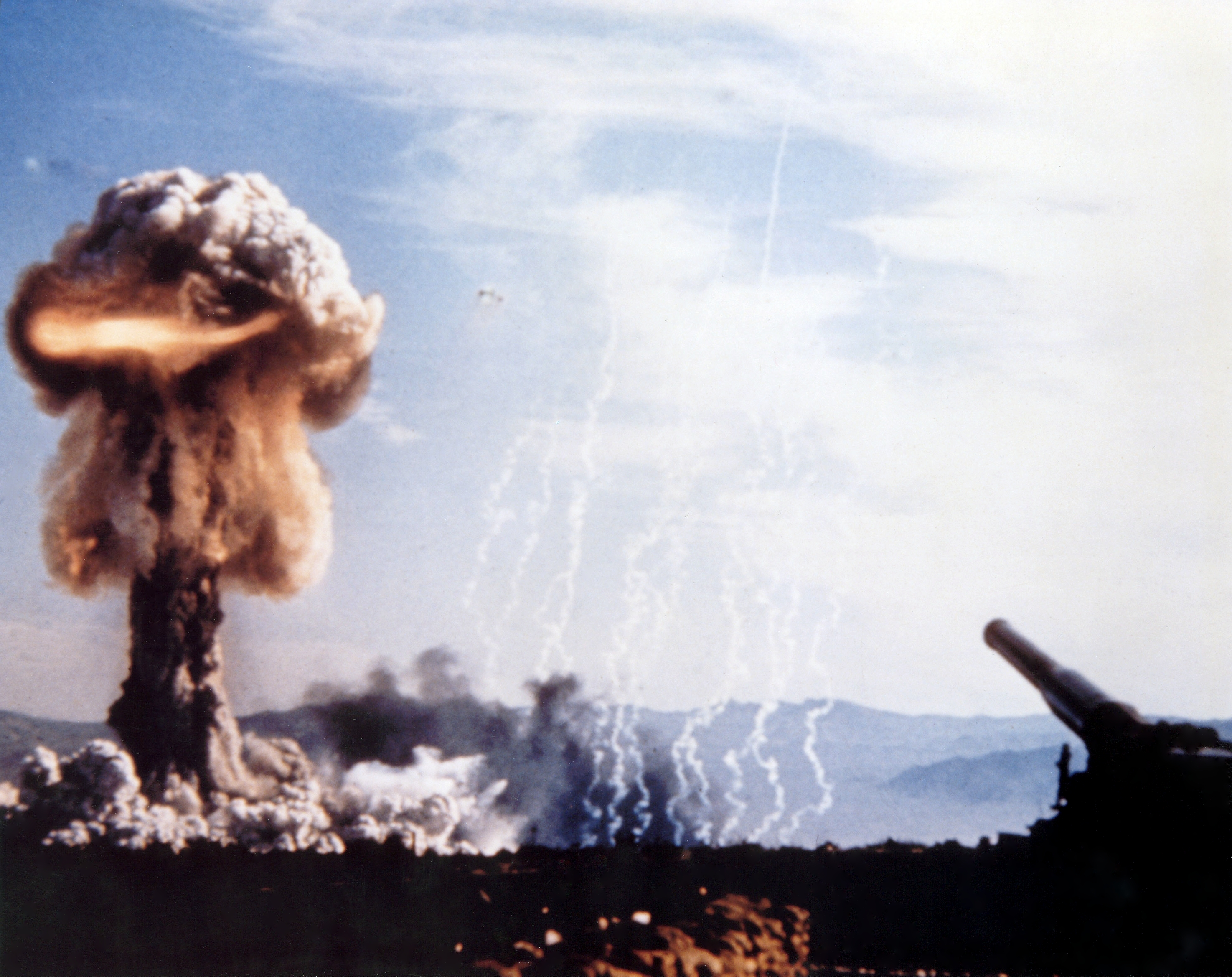
1953年に行われたW9核砲弾の実験。M65 280mmカノン砲で発射。核出力は広島に投下されたのと同じ15kt

戦術核兵器（せんじゅつかくへいき）は、戦場単位で通常兵器の延長線上での使用を想定した核兵器である。戦略核兵器や戦域核兵器（中距離核兵器）に対して射距離が短い。米ソ間の核軍縮協定などでは射距離500km以下のものが戦術核兵器であると定義されている。

## 概説
この分類は使用目的と運用方法によるもので、必ずしも核弾頭の威力の大小とは一致しない。大型の核弾頭でも前線の敵部隊に使用すれば戦術核兵器であり、逆に小型核弾頭でも相手国本土の都市などへの戦略爆撃に使用した際は戦略核兵器となる。現在では米ソ冷戦の終結と核拡散によって、定義は更に曖昧になりつつある。
戦術核兵器には地上配備の核砲弾や短距離弾道ミサイル（SRBM）及びロケット弾、核地雷、航空機搭載の核爆弾や空対地ミサイル、空対空ミサイル、海戦で使われる核魚雷、核爆雷などがある。

## 歴史
第二次世界大戦後、ソビエト連邦は特にヨーロッパ方面において通常戦力で圧倒的な数的優位に立っており、膨大な兵員数を持つ中国も共産化した。アメリカ合衆国は自らが優位にある核兵器による報復でソ連の侵攻を抑止する戦略を持っていた。しかし、ソ連の核武装強化により戦略核兵器の使用は即全面核戦争となり、相互間の破滅につながることが確実視された。
米国は核によってソ連の通常戦力による侵攻の抑止という効果が期待できなくなった。また、二大国の直接対決は避けられたものの、朝鮮戦争のような限定戦争に対しては抑止力とならなかった。危機感を持った米国は核兵器の小型化を進めた。全面核戦争のような世界大戦から局地戦まで、様々な規模の戦争で使える核兵器を開発することで戦争を抑止し、中ソを封じ込める戦略を立てた。また、ソ連も米国に対抗するために戦術核兵器の開発を進めた。
米国のこの戦略は成功しなかった。米国の戦術核兵器および戦域核兵器の使用に対して、ソ連が戦略核兵器で報復する可能性が排除できなかったからである。結果的に、米ソ双方は核兵器による相互確証破壊戦略をとることになった。戦術核兵器は今日まで実戦で使われることは無かったが、通常兵器による小規模な戦争も無くならなかった。
アメリカの国際政治学者ジョセフ・ナイによると、1950年代半ばまで戦術核兵器は通常兵器の延長と見なされていた。アメリカ軍部などは、フランス軍が危機に陥ったディエンビエンフーの戦いや台湾海峡の金門島危機で核使用を進言したが、ドワイト・D・アイゼンハワー大統領が拒否。その後の時間経過とともに、戦術核を含めて「核兵器不使用の規範」が成立したと述べている。
ソビエト連邦の崩壊による冷戦終結後の1991年、米国は一方的に地上発射式および軍艦搭載の戦術核兵器の撤去宣言を行い、翌1992年に撤去完了を宣言した。撤去された弾頭は保管される。これは、ソ連が持っている戦術核兵器の流出防止が主たる目的であった。ソ連の軍備管理の専門家セルゲイ・ロゴフは、戦術核を全廃するには25年～30年はかかると言ったとされ、戦術核がヤミ市場に流れないように米議会は四億ドルの技術援助を承認した。ロシアも1992年に艦隊配備の戦術核兵器を撤去している。
21世紀に入り、戦術核兵器の保有数は減少してきており、2018年1月頃では米国は約150発、ロシアは約1,830発の戦術核弾頭を保有しているとされる。